# Dale Chihuly
Dale Chihuly (Tacoma, 20 settembre 1941) è un vetraio statunitense.

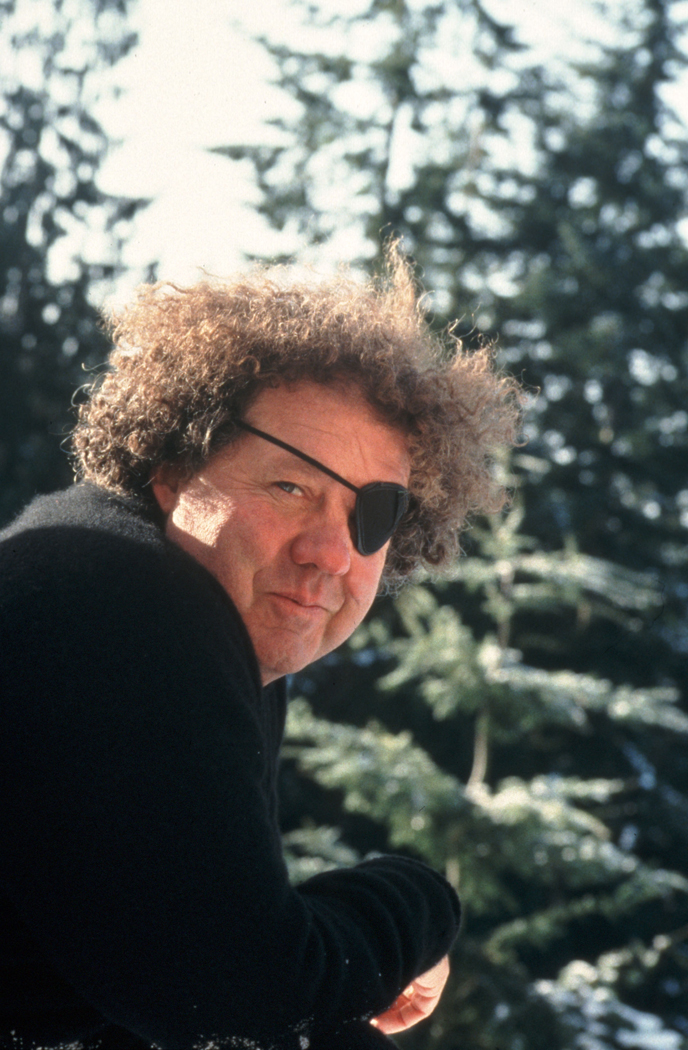
Dale Chihuly

Chihuly si diplomò al liceo di Tacoma. Mantenuto dalla madre dopo la morte di suo fratello George in incidente d'addestramento aereo in Florida e di suo padre per un attacco di cuore, egli non aveva intenzione di continuare gli studi finché sua madre lo convinse a iscriversi al College del Puget Sound (ora Università di Puget Sound) nel 1959. Un anno dopo, si trasferì all'Università di Washington a Seattle, dove studiò design interno, architettura e lavorazione del vetro.
Nel 1967 ricevette la laurea in Scienze della Lavorazione del Vetro dall'Università del Wisconsin. Nel 1968 ricevette una laurea di Belle Arti in Scultura alla scuola di Design di Rhode Island. Diventò il primo lavoratore del vetro americano a lavorare nella prestigiosa fabbrica Venini sull'isola di Murano. Insieme a svariati altri artisti del vetro, Chihuly fondò l'autorevole Pilchuck Glass School nel 1971 a Stanwood, Washington.
Chihuly vive e lavora nel suo studio di 2300 m², soprannominato "The Boathouse" (la casa battello) per il suo uso anteriore, sul Lake Union. Da quando perse la vista ad uno dei suoi occhi in un incidente automobilistico del 1976, Chihuly (che indossa una benda) non ha più quella percezione della profondità necessaria a manipolare il vetro fuso, quindi ora concettualizza ogni progetto con tela e vernice e poi incarica un gruppo di artisti di eseguire il lavoro. Nel 1991, Chihuly cominciò la sua serie Niijima Floats, alcune tra le più grandi opere di vetro soffiato al mondo, per il Niijima International Glass Art Festival in Giappone.